# Iban Mayo
Iban Mayo Díez (Yurre, Vizcaya, 19 de agosto de 1977) es un exciclista español, profesional entre 2000 y 2007, que se caracterizaba por sus cualidades como escalador. Se trata de un corredor que ha ganado etapas tanto en el Tour de Francia (en Alpe d'Huez en 2003) como en el Giro de Italia (en 2007), además de la general de la Vuelta al País Vasco (en 2003) y de la Dauphiné Libéré (en 2004), entre otros triunfos.
Tras dar positivo por EPO en el Tour de Francia en 2007, fue sancionado dos años por dopaje hasta el 31 de julio de 2009. Tras perder los recursos que había presentado contra su sanción Mayo decidió retirarse del ciclismo en agosto de 2008.

## Biografía

### Debut profesional
Debutó como profesional en el conjunto Euskaltel-Euskadi en el 2000.

### Progresión

#### 2001: triunfos en Francia
En 2001, aunque se quedó fuera del equipo que corrió el Tour, realizó una muy buena temporada en Francia donde comenzó a mostrar sus buenas cualidades como escalador, ganando una etapa en el Dauphiné Libéré y la clasificación general del Midi Libre, además de la clásica de los Alpes quedando 11.º en la Vuelta a España.

#### 2002: quinto en la Vuelta
En 2002 fue 5.º en la clasificación general de la Vuelta a España, demostrando que también era un candidato a la victoria en Grandes Vueltas.

### Líder naranja

#### 2003: el gran año de Alpe d'Huez
En 2003 ganó la general de la Vuelta al País Vasco, ante su afición, en una carrera en la que también ganó tres etapas. Poco después fue segundo en la prestigiosa clásica Lieja-Bastoña-Lieja. En junio ganó el prólogo y la cuarta etapa del Dauphiné Libéré.

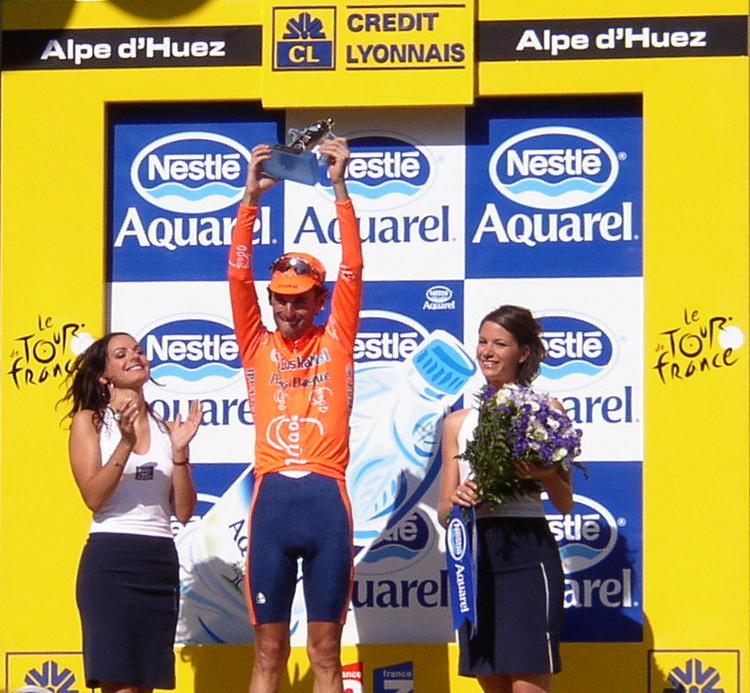
Iban Mayo, celebrando su victoria en Alpe d'Huez en el Tour de Francia.

En el Tour de Francia se produjo su mejor actuación y el que hasta el momento es considerado el principal hito de su carrera, ya que ganó la 8.ª etapa, con final en Alpe d'Huez y acabó la ronda francesa en el 6.º puesto de la clasificación general.

#### 2004: ganador en Dauphiné, fracaso en el Tour
Entre mayo y junio de 2004 consiguió ganar la Clásica de Alcobendas, la Subida al Naranco, la Vuelta a Asturias y un 2.º puesto en la clásica de los alpes, racha que terminó con el triunfo en dos etapas y la general del Dauphiné, una prueba considerada generalmente preparatoria para el Tour, quedando por delante de ciclistas de gran renombre como Lance Armstrong, entre otros. En la cronoescalada que finalizaba en el mítico Mont Ventoux logró derrotar a Armstrong por 2 minutos de diferencia, rompiendo además el récord de tiempo de ascensión en dicha cima. Llegó al Tour de Francia como uno de los candidatos a destronar a Armstrong, ganador del Tour desde 1999. Sin embargo, una caída en el pavés de Flandes le hizo perder mucho tiempo, y como consecuencia de las heridas sufridas, una mononucleosis y el tiempo perdido en la general, abandonó en los Pirineos. 

#### 2005: un año en blanco
2005 no fue un buen año para Iban, todavía resentido por su lesión. No realizó una gran temporada y quedó huérfano de victoria.

#### 2006: nueva decepción y adiós
En 2006 parecía que todo iba a volver a ser como en 2005 cuando en el Dauphiné Libéré realizó una desastrosa etapa en el Mont Ventoux, pero Mayo se rehízo y realizó dos grandes etapas justo después del fracaso del Ventoux quedando en 2.ª lugar en Briançon y ganando la etapa reina que finalizaba en La Toussuire.

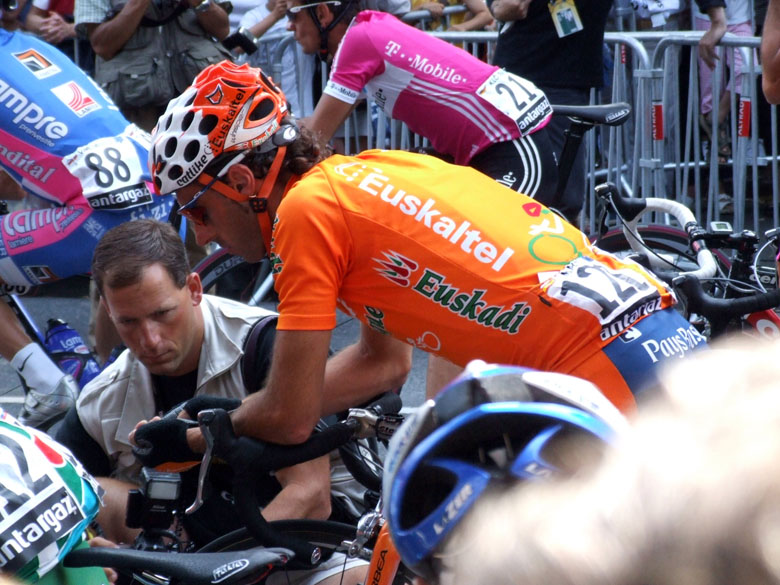
Iban Mayo, en Tarbes durante el Tour de Francia 2006.

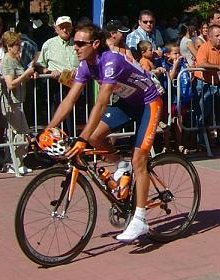
Iban Mayo, en Miranda de Ebro con el maillot morado de la Vuelta a Burgos 2006.

Estos resultados le colocaron de nuevo entre los posibles favoritos de cara al Tour de Francia, sobre todo tras lo sucedido en la Operación Puerto, que conllevó a la no participación en la ronda gala de los más importantes candidatos al triunfo final. Sin embargo, Mayo no tuvo la actuación esperada, y tras perder más de 24 minutos en la primera etapa de alta montaña, se retiró al día siguiente, después de protagonizar una discusión con un cámara de la televisión francesa que grababa el momento en el que se descolgaba del pelotón en el primer puerto de esa etapa, el Tourmalet, llegando incluso a insultar a dicho cámara. El equipo se vio obligado a pedir disculpas por la actitud del corredor. En cuanto a los motivos de su abandono, se achacó a una faringitis provocada por el aire acondicionado del hotel.
A finales de 2006 y tras algunos enfrentamientos entre el corredor y la dirección de su equipo debido a su bajo rendimiento, cuando llegó la hora de renovar el contrato de Mayo con Euskaltel-Euskadi, corredor y equipo no consiguieron llegar a un acuerdo y Mayo acabó fichando por el Saunier Duval-Prodir.

### Cambio de aires

#### Etapa en el Giro
En su nueva etapa como ciclista del Saunier Duval-Prodir, tuvo un gran inicio al ganar una etapa del Giro de Italia; en concreto, se impuso en la 19.ª etapa, con final en Comano Terme, llegando a meta en solitario en una jornada lluviosa.

#### Sospechas desmentidas
La prensa publicó que el ciclista había dado «no negativo» por testosterona en unos análisis, aunque la UCI aclaró posteriormente, tras una prueba complemetaria por IRMS, que ello no suponía un caso de dopaje, puesto que la testosterona era endógena (producida por el propio organismo del ciclista) descartando que fuera exógena (dopaje).

### Dopaje y sanción

#### Positivo por EPO
Tras estrenar su palmarés en el Giro de Italia, el ciclista acudió al Tour de Francia, con ilusiones renovadas, aunque sin resultados destacables. Sin embargo, el 30 de julio de 2007, su equipo anunció que la UCI había confirmado el positivo por EPO de Mayo en el Tour 2007, en el que había finalizado en el puesto decimosexto.

#### Batalla legal con la UCI
El contraanálisis de la muestra B debía ser realizado en el laboratorio de Châtenay-Malabry (habitual de la UCI), pero debido al cierre vacacional de dicho laboratorio, la muestra B fue analizada en Gante (Bélgica), donde fue declarada ilegible. 
Sin embargo, la UCI solicitó una segunda opinión (un segundo contraanálisis) a un laboratorio de Sídney (Australia), donde se dio la misma respuesta que en Gante. 
En diciembre, se supo que el laboratorio Châtenay-Malabry confirmaba el positivo de Mayo tras analizar el contraanálisis.
La RFEC (Real Federación Española de Ciclismo), competente como organismo sancionador, exculpó al ciclista por las irregularidades cometidas durante el proceso, quedando por tanto absuelto.

#### TAS: dos años de sanción
Sin embargo, la UCI recurrió dicha absolución ante el TAS (Tribunal de Arbitraje Deportivo), que el 12 de agosto de 2008 decidió a favor de la UCI, por lo que Iban Mayo es oficialmente condenado por dopaje para dos años, considerando a su vez que el ciclista empezó dicha sanción el 31 de julio de 2007, de manera que la sanción terminaría el 31 de julio de 2009. Esta decisión era definitiva, y no podían presentarse más recursos.
A pesar de estar condenado por dopaje al dar positivo por EPO en el Tour de Francia 2007, su nombre permanece en las clasificaciones oficiales de esa edición de la ronda gala, figurando como 16.º en la clasificación general final, ya que la sanción fue efectiva a partir del 31 de julio de 2007, 2 días después de la finalización del Tour de ese año.
En cualquier caso el corredor no ha retomado su actividad profesional tras finalizar la sanción. Según declaraciones del propio Mayo, decidió retirarse desencantado del ciclismo profesional tras fallar el TAS en su contra en agosto de 2008.

## Palmarés
| 2001 - Midi Libre - Clásica de los Alpes - 1 etapa de la Dauphiné Libéré 2003 - Vuelta al País Vasco, más 3 etapas - 2 etapas del Criterium du Dauphiné Libéré - 1 etapa del Tour de Francia 2004 - Clásica de Alcobendas, más 2 etapas - Subida al Naranco - Vuelta a Asturias - Criterium du Dauphiné Libéré, más 2 etapas | 2006 - 1 etapa del Criterium du Dauphiné Libéré - Vuelta a Burgos, más 1 etapa - Subida a Urkiola 2007 - 1 etapa del Giro de Italia |

## Resultados

### Grandes Vueltas
Durante su carrera deportiva ha conseguido los siguientes puestos en las Grandes Vueltas:
| Carrera | Carrera         | 2000 | 2001 | 2002 | 2003 | 2004 | 2005 | 2006 | 2007 |
| ------- | --------------- | ---- | ---- | ---- | ---- | ---- | ---- | ---- | ---- |
|         | Giro de Italia  | —    | —    | —    | —    | —    | —    | —    | 38.º |
|         | Tour de Francia | —    | —    | 88.º | 6.º  | Ab.  | 60.º | Ab.  | 16.º |
|         | Vuelta a España | —    | 11.º | 5.º  | —    | —    | Ab.  | 35.º | —    |

—: no participa
Ab.: abandono

### Clásicas, Campeonatos y JJ. OO.
| Carrera               | Carrera               | 2000 | 2001 | 2002 | 2003 | 2004 | 2005 | 2006 | 2007 |
| --------------------- | --------------------- | ---- | ---- | ---- | ---- | ---- | ---- | ---- | ---- |
|                       | Milán-San Remo        | —    | 85.º | —    | —    | —    | —    | —    | —    |
| Flecha Valona         | Flecha Valona         | —    | —    | —    | 16.º | —    | —    | 18.º | —    |
|                       | Lieja-Bastoña-Lieja   | —    | —    | —    | 2.º  | —    | —    | 23.º | —    |
|                       | París-Roubaix         | —    | Ab.  | —    | —    | —    | —    | —    | —    |
| Clásica San Sebastián | Clásica San Sebastián | —    | 56.º | —    | 79.º | —    | —    | 46.º | —    |
| París-Tours           | París-Tours           | Ab.  | —    | Ab.  | —    | —    | —    | —    | —    |
| España en Ruta        | España en Ruta        | —    | —    | 79.º | —    | —    | —    | —    | —    |

—: no participa
Ab.: abandono
F. c.: fuera de control

## Equipos
- Euskaltel-Euskadi (2000-2006)
- Saunier Duval-Prodir (2007)